# L'Épée de l'orage
L'Épée de l'orage (titre original : Sword in the Storm) est un roman de fantasy écrit en par l'auteur britannique David Gemmel, paru en 1998 en anglais et en 2004 en français.
Ce roman est le premier volume du Cycle Rigante qui comporte quatre tomes.

## Résumé
Connavar vit avec sa mère, ses frères et son beau-père au beau milieu des highlands. En admiration devant ce dernier, il ne rêve que de gloire et considère son vrai père (meilleur ami de son beau-père, mort au combat) comme un lâche pour avoir fui devant l'ennemi. Et jure de ne jamais reculer devant rien.
Connavar rencontre alors dans une forêt magique une déesse à l'apparence d'une vieille femme qui lui demande ce qu'il rêve le plus au monde. Connavar demande alors d'être célèbre. Toutefois les cadeaux de la Morrigu ne sont pas sans risques. Connavar devient célèbre en combattant un ours qui menaçait de tuer son ami et est très grièvement blessé au cours du combat et frôle de très près la mort. La fille qu'il aimait se détourne alors de lui et se marie avec un autre homme.
Etant rétabli, et apprenant de la trahison de sa bien-aimée, Connavar part alors avec son meilleur ami : un marchand nommé Banouin sur le continent pour l'aider dans ses affaires. Lors d'une transaction dans une ville et de la trahison d'un marchand, Banouin est tué. Connavar se retrouve seul et après s'être vengé, il fuit et après plusieurs péripéties, il finira par s'enrôler dans l'armée la plus puissante du monde : le Peuple de Roc. 
Connavar se lie alors d'amitié avec le plus grand général de ce peuple : Jasaray, conquérant, très organisé, révolutionnant la stratégie militaire cet homme est le héros de sa nation. Devinant la soif de conquête du Peuple de Roc, Connavar étudie avec soin les stratégies de Jasaray sachant qu'un jour le Peuple de Roc cherchera à envahir son pays.